# ويفر (مخبوز)
الرُّقاقة أو (نقحرة: ويفر - Wafer) أو كما يسميها أهل العراق نساتل او نستلات او نستلة هو عبارة عن بسكويت هش ورقيق ومُقرمش ومسطح يكون في الغالب حلو المذاق، عادةً ما يستخدم لتزيين المثلجات، ويستخدم أيضًا زينةً في بعض الأطباق الحلوة.

## معرض الصور

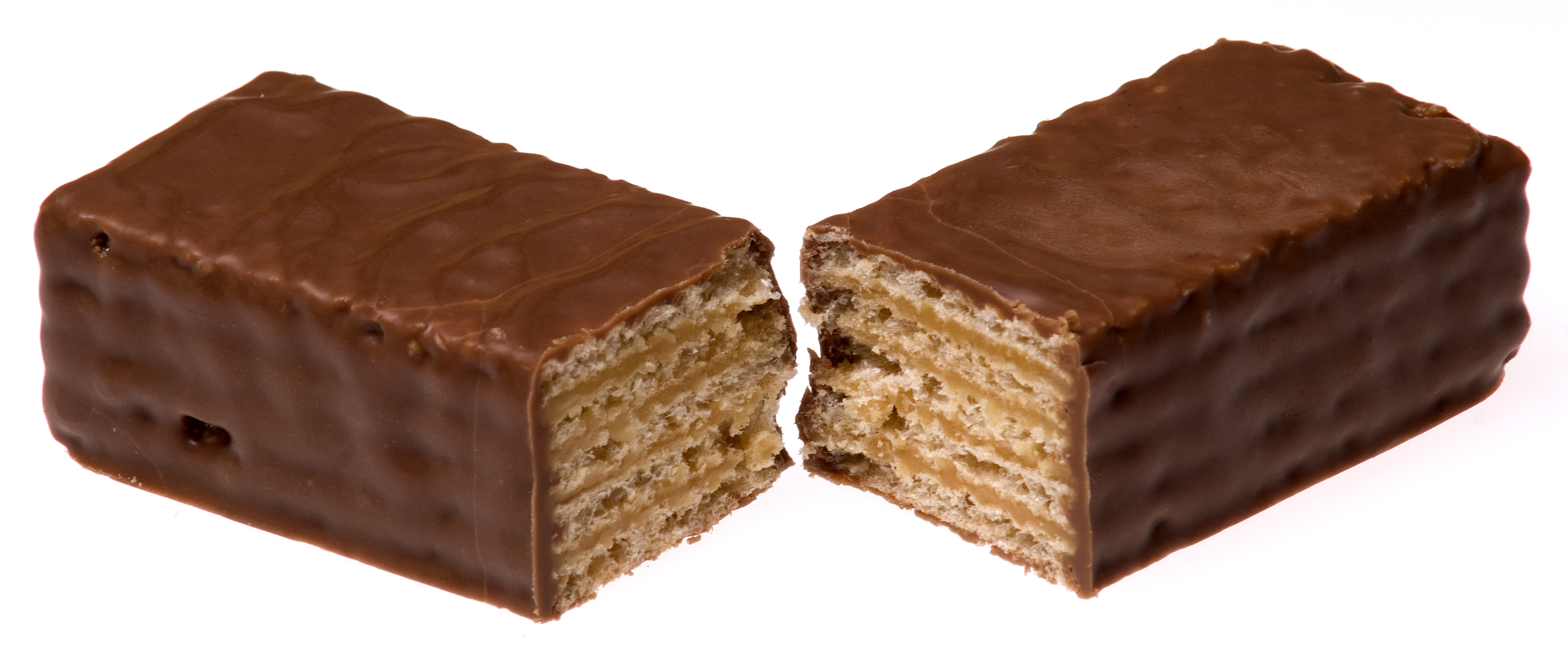
وافر مُغطى بالشوكولاتة ومحشو بالكراميل من شركة تونوك [الإنجليزية].
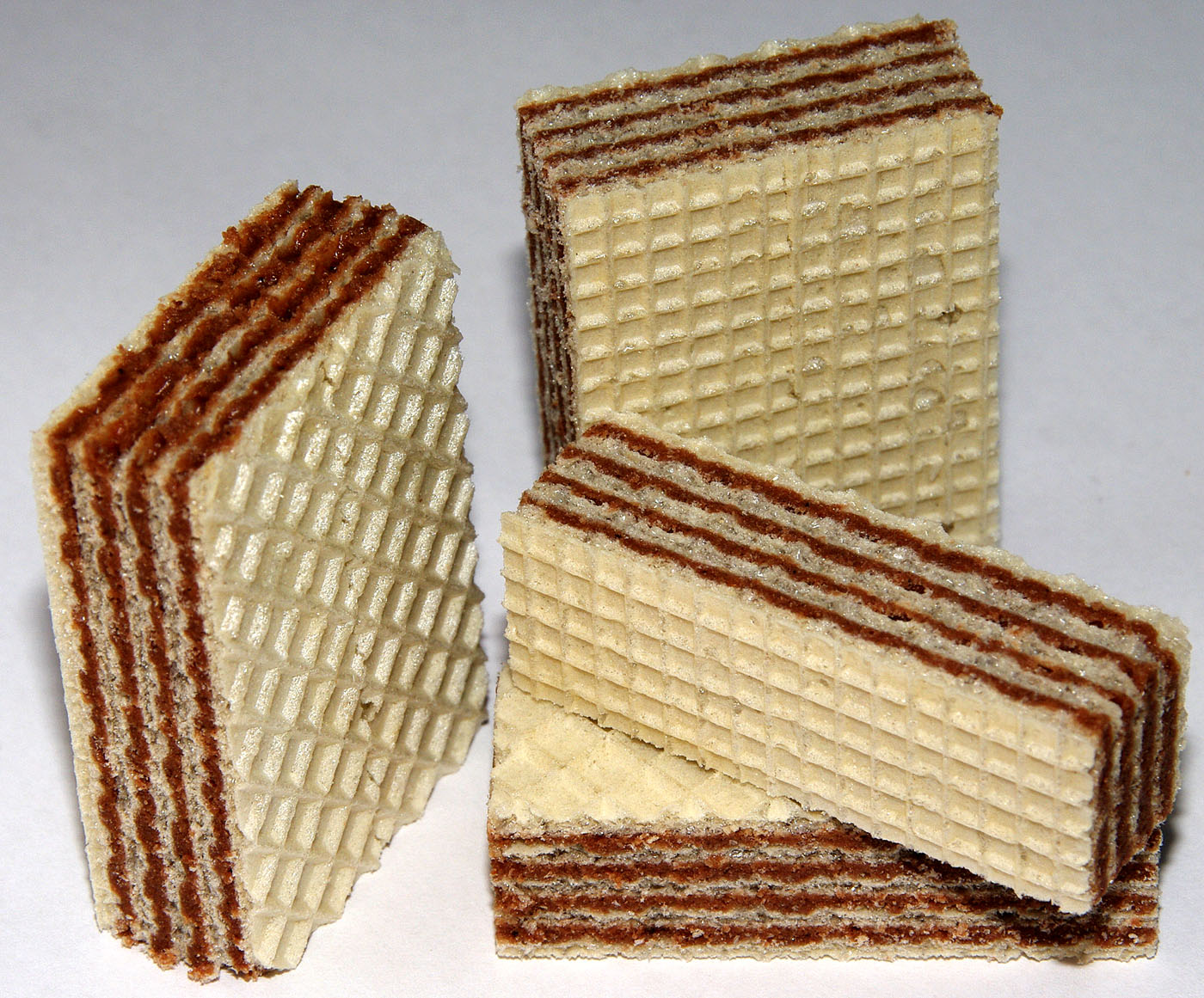
وافر رقاقة نابوليتانا (Neapolitan wafer) [الإنجليزية] محشوة بالشوكولاتة.
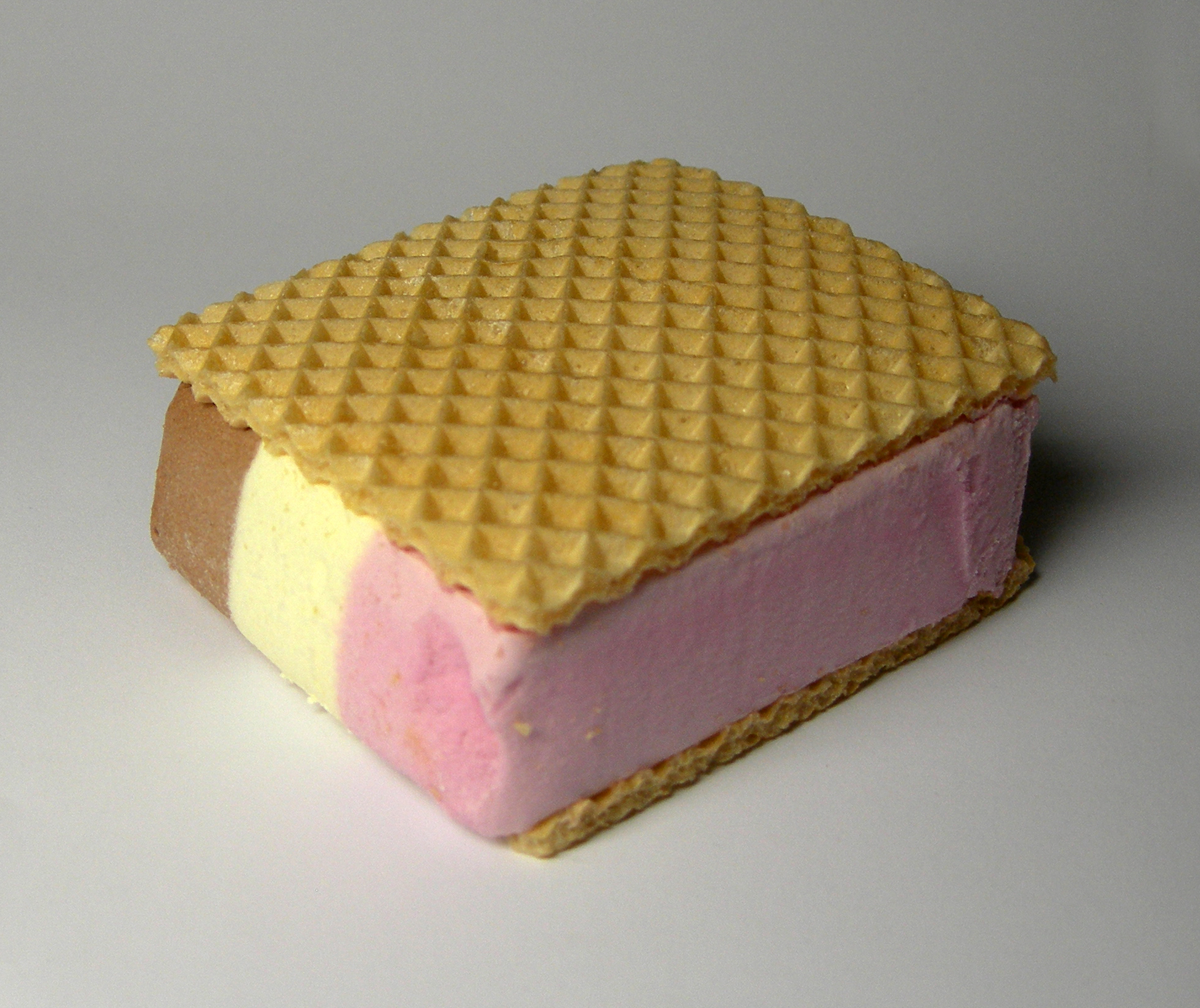
وافر مثلجات نابولي (Neapolitan Ice Cream Wafer) يتكون من نكهة الشوكولاتة والفراولة والفانيليا.
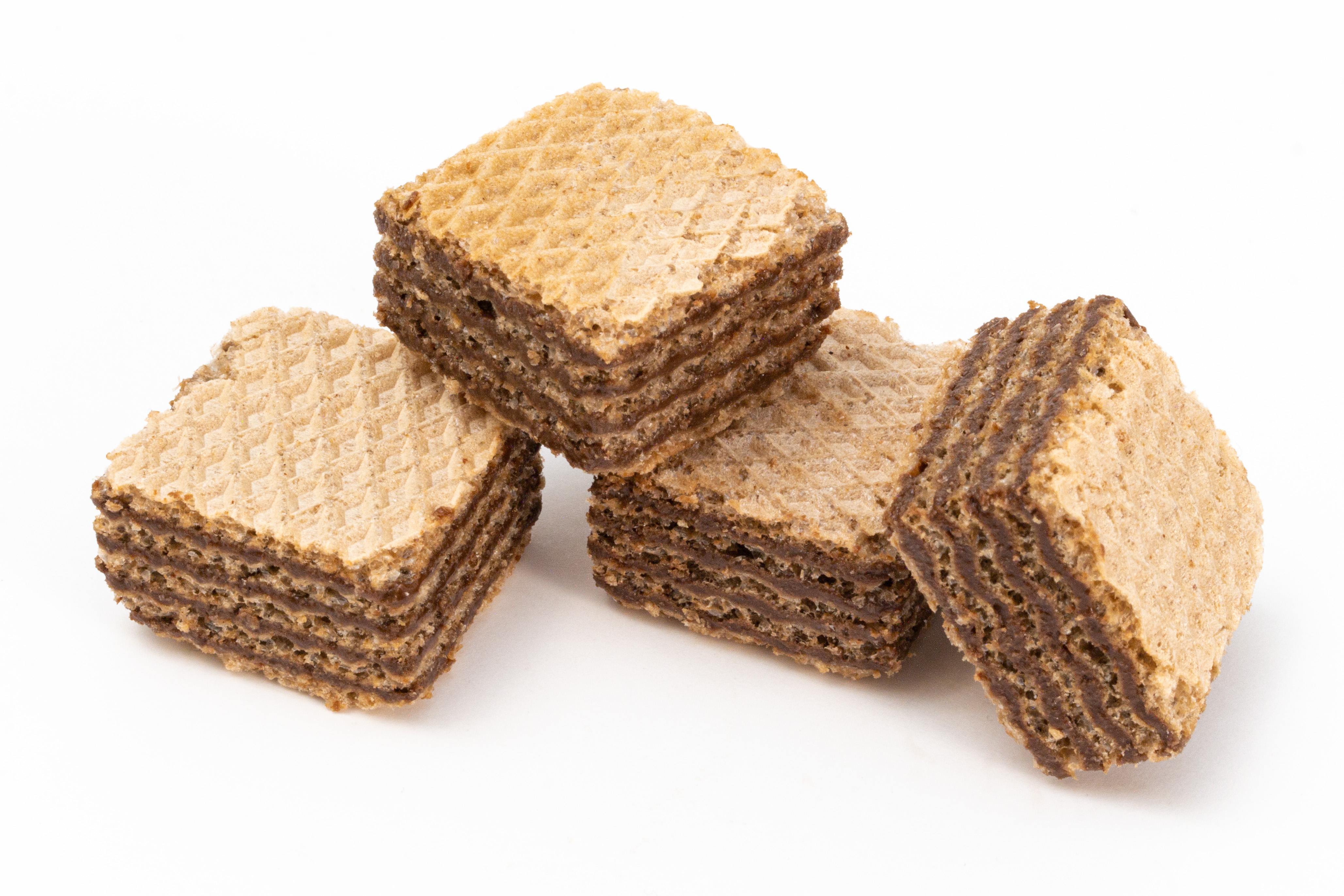
وافر كوادراتيني (Quadratini) [الإنجليزية]، لأسم علامة تجارية إيطالية.